# Xylosma rhombifolia
Xylosma rhombifolia är en videväxtart som först beskrevs av Nathaniel Lord Britton och P. Wilson, och fick sitt nu gällande namn av Herman Otto Sleumer. Xylosma rhombifolia ingår i släktet Xylosma och familjen videväxter. Inga underarter finns listade i Catalogue of Life.